# Иреван
«Иреван» (азерб. İrəvan futbol klubu) — азербайджанский футбольный клуб из города Баку. Был основан в 2019 году азербайджанцами — уроженцами города Ереван в Армении. Выступает в первом дивизионе чемпионата Азербайджана.

## История
Футбольный клуб был создан в 2019 году азербайджанцами из города Ереван и был назван в честь этого города. Основали клуб предприниматели Захид Ниязалиев и его брат Вахид Ниязалиев. В становлении клуба помогал также первый вице-президент ФК «Иреван» Фарзали Рустамов.
Свои домашние матчи клуб изначально проводил на стадионе Апшеронского олимпийского комплекса в городе Хырдалан. Позднее клубу была передана в пользование АСК Арена в Баку.
В сезоне 2022/2023 футбольный клуб «Иреван» играл в Региональной лиге. В сезоне 2023/2024 дебютировал в первом дивизионе чемпионата Азербайджана. Решение о выступлении клуба в этой лиге было принято летом 2023 года Исполнительным комитетом Ассоциации футбольных федераций Азербайджана.
В этот же период состав клуба был усилен такими футболистами, как нигериец Осагие Бобби Эндуранс, выступавший в прошлом сезоне в «Зиря» Мирсахиб Аббасов, Ильяс Сафарзаде из «Хазар Ленкорань 42», Фарид Керимзаде из «Араз-Нахчыван», Эльвин Насибов из «Карабах-2», Нодар Мамедов из «Карадаг Локбатан», Ибрагим Алиев из «МОИК», Ибрагим Гадирзаде и Эмин Гулиев из «Загатала», Баламирза Солтанов из «Сабаила», Вугар Бейбалаев из «Сумгаита», Арсен Агджабеков и Али Алиев из «Шамахы». По словам руководства клуба, планировались трансферы также 10-12 футболистов, в числе которых были и легионеры.
В августе 2023 года главный тренер клуба Эльбрус Мамедов покинул эту должность из-за разногласий с руководством клуба, в частности, по поводу сборов в преддверии нового сезона. В этот же период стало известно, что руководство «Иревана» ведёт переговоры с покинувшим российский клуб «Химки» Назимом Сулеймановым. 28 августа Назим Сулейманов был назначен главным тренером клуба. Тренером вратарей в клубе назначен Александр Жидков.
В мае 2024 года клуб не получил лицензию на участие в новом сезоне 1-й Лиги Азербайджана по футболу.

## Руководство
- Президент — Захид Ниязалиев
- Руководитель — Зульфугар Кязымов
- Вице-президенты — Алы Алыев, Огтай Джамалов, Гасан Гасанов и Намик Рамазанов
- Исполнительный директор — Вугар Нурушов
- Главный менеджер — Эльбрус Оруджалиев.

## Главные тренеры
- Рамазан Аббасов (2021)[10]
- Эльбрус Мамедов (24 июня 2023 — 24 августа 2023)[11][12]
- Назим Сулейманов (28 августа 2023 — н. в.)[13]

## Текущий состав
| №             | Игрок               | Страна            | Дата рождения              |
| Вратари       | Вратари             | Вратари           | Вратари                    |
| ------------- | ------------------- | ----------------- | -------------------------- |
| 33            | Андрей Синенка      | Флаг Беларуси     | 16 апреля 1997 (27 лет)    |
| 1             | Алирза Муштабазаде  | Флаг Азербайджана | 5 декабря 2001 (23 года)   |
| Защитники     |                     |                   |                            |
| 98            | Али Алиев           | Флаг Азербайджана | 12 августа 1988 (36 лет)   |
| 4             | Еге Атлам Аднан     | Флаг Турции       | 1 мая 1999 (25 лет)        |
| 44            | Сеймур Алиев        | Флаг Азербайджана | 9 января 2000 (25 лет)     |
| 73            | Башир Айралов       | Флаг Азербайджана | 10 сентября 2000 (24 года) |
| 2             | Рамин Магеррамов    | Флаг Азербайджана | 8 января 2002 (23 года)    |
| Полузащитники |                     |                   |                            |
| 28            | Джавид Агаев        | Флаг Азербайджана | 27 февраля 1992 (33 года)  |
| 7             | Мирсахиб Аббасов    | Флаг Азербайджана | 19 января 1993 (32 года)   |
| 10            | Вугар Бейбалаев     | Флаг Азербайджана | 5 августа 1993 (31 год)    |
| 8             | Элшан Абдуллаев     | Флаг Азербайджана | 5 февраля 1994 (31 год)    |
| 6             | Камал Мирзаев       | Флаг Азербайджана | 14 сентября 1994 (30 лет)  |
| 71            | Фахмин Мурадбейли   | Флаг Азербайджана | 16 марта 1996 (29 лет)     |
| 50            | Фарид Керимзаде     | Флаг Азербайджана | 5 апреля 1997 (27 лет)     |
| 9             | Руслан Гаджиев      | Флаг Азербайджана | 26 марта 1998 (27 лет)     |
| 19            | Фамиль Джамалов     | Флаг Азербайджана | 8 апреля 1998 (26 лет)     |
| 17            | Ибрагим Алиев       | Флаг Азербайджана | 17 июля 1999 (25 лет)      |
| 11            | Асим Ализаде        | Флаг Азербайджана | 5 февраля 2000 (25 лет)    |
| 3             | Арсен Агджабеков    | Флаг Азербайджана | 11 сентября 2000 (24 года) |
| 77            | Адильхан Гарахмедов | Флаг Азербайджана | 5 июня 2001 (23 года)      |
| 18            | Вусал Аскеров       | Флаг Азербайджана | 23 августа 2001 (23 года)  |
| 99            | Баламирза Солтанов  | Флаг Азербайджана | 17 марта 2002 (23 года)    |
| 29            | Вусал Ганбаров      | Флаг Азербайджана | 25 апреля 2003 (21 год)    |
| Нападающие    |                     |                   |                            |
| 22            | Мирабдулла Аббасов  | Флаг Азербайджана | 27 апреля 1995 (29 лет)    |